# Kelekçi, Hasankeyf
Kelekçi là một xã thuộc thành phố Siirt, tỉnh Siirt, Thổ Nhĩ Kỳ. Dân số thời điểm năm 2008 là 70 người.